# Línea N21 (EMT Madrid)
La línea N21 de la empresa municipal de autobuses de Madrid es una línea nocturna que conecta la Plaza de Cibeles con el barrio de Arroyo del Fresno. Su recorrido es una mezcla entre las líneas diurnas 44 (entre Callao y Francos Rodríguez), 127 (entre Francos Rodríguez y Monforte de Lemos) y 64 (entre Cardenal Herrera Oria y Lacoma).

## Características
La línea, al igual que todas las líneas nocturnas de Madrid de la red de búhos, empieza su camino en la plaza de Cibeles y sus horarios de salida de la misma coinciden de domingo a jueves con los de otras líneas para permitir el transbordo. Esta línea finaliza en Arroyo del Fresno.
Las noches de los viernes, sábados y vísperas de festivo la línea está dotada con autobuses articulados, en vez de los habituales autobuses estándar. Esto se debe a que esta línea recorre lugares concurridos como el intercambiador de Moncloa, la Gran Vía y la calle de Princesa, zonas que se llenan bastante los fines de semana y festivos.

## Horarios
| Domingos a jueves y festivos           |                             |                             |                             |                             |                             |                             |                             |                             |                             |                             |                             |                             |                             |                             |                             |
| Cibeles > Arroyo del Fresno            | Cibeles > Arroyo del Fresno | Cibeles > Arroyo del Fresno | Cibeles > Arroyo del Fresno | Cibeles > Arroyo del Fresno | Cibeles > Arroyo del Fresno | Cibeles > Arroyo del Fresno | Cibeles > Arroyo del Fresno | Arroyo del Fresno > Cibeles | Arroyo del Fresno > Cibeles | Arroyo del Fresno > Cibeles | Arroyo del Fresno > Cibeles | Arroyo del Fresno > Cibeles | Arroyo del Fresno > Cibeles | Arroyo del Fresno > Cibeles | Arroyo del Fresno > Cibeles |
| 00                                     | 01                          | 02                          | 03                          | 04                          | 05                          | 06                          | 07                          | 23                          | 00                          | 01                          | 02                          | 03                          | 04                          | 05                          | 06                          |
| 00 35                                  | 10 45                       | 20 55                       | 30                          | 05 40                       | 15                          |                             |                             | 40                          | 15 50                       | 25                          | 00 35                       | 10 45                       | 20                          | 00 45                       |                             |
| Viernes, sábados y vísperas de festivo |                             |                             |                             |                             |                             |                             |                             |                             |                             |                             |                             |                             |                             |                             |                             |
| Cibeles > Arroyo del Fresno            | Cibeles > Arroyo del Fresno | Cibeles > Arroyo del Fresno | Cibeles > Arroyo del Fresno | Cibeles > Arroyo del Fresno | Cibeles > Arroyo del Fresno | Cibeles > Arroyo del Fresno | Cibeles > Arroyo del Fresno | Arroyo del Fresno > Cibeles | Arroyo del Fresno > Cibeles | Arroyo del Fresno > Cibeles | Arroyo del Fresno > Cibeles | Arroyo del Fresno > Cibeles | Arroyo del Fresno > Cibeles | Arroyo del Fresno > Cibeles | Arroyo del Fresno > Cibeles |
| 00                                     | 01                          | 02                          | 03                          | 04                          | 05                          | 06                          | 07                          | 23                          | 00                          | 01                          | 02                          | 03                          | 04                          | 05                          | 06                          |
| 00 20 35 55                            | 05 20 35 50                 | 05 20 35 50                 | 05 20 35 50                 | 05 20 35 50                 | 05 25 45                    | 15                          | 00                          | 30                          | 00 30 50                    | 10 25 40 55                 | 10 25 40 55                 | 10 25 40 55                 | 10 25 40 55                 | 10 30 50                    | 15                          |
| Sólo sábados y vísperas de festivo     |                             |                             |                             |                             |                             |                             |                             |                             |                             |                             |                             |                             |                             |                             |                             |

## Recorrido y paradas

### Sentido Arroyo del Fresno
| Código | Parada                                           | Común con       | Conexiones con Metro y Cercanías | Otros |
| ------ | ------------------------------------------------ | --------------- | -------------------------------- | --- |
| 3729   | CIBELES                                          | N20             | Banco de España                  | Líneas N1, N2, N3, N4, N5, N6, N7, N8, N9, N10, N11, N12, N13, N14, N15, N16, N17, N18, N19, N20, N21, N22, N23, N24, N25, N26 y Exprés Aeropuerto (N27) |
| 5137   | Gran Vía-Pedro Zerolo                            | N16 N18 N19 N20 |                                  | |
| 4094   | Gran Vía-Montera                                 | N16 N18 N19 N20 | Gran Vía Sol                     | |
| 9      | Gran Vía-Callao                                  | N16 N18 N19 N20 | Callao                           | |
| 168    | Santo Domingo                                    | N16 N18 N19 N20 | Santo Domingo                    | |
| 283    | Gran Vía-Plaza de España                         |                 | Plaza de España                  | |
| 1750   | Plaza de España                                  | NC1             | Plaza de España                  | NC2 |
| 172    | Ventura Rodríguez                                | NC1             | Ventura Rodríguez                | NC2 |
| 736    | Argüelles                                        | NC1             | Argüelles                        | NC2 |
| 738    | Altamirano                                       | NC1             |                                  | NC2 |
| 3688   | Moncloa                                          | NC1             | Moncloa                          | NC2 N28 N31 |
| 4021   | Junta Municipal Moncloa                          |                 |                                  | |
| 803    | Cristo Rey-San Francisco de Sales                |                 | Islas Filipinas                  | |
| 2392   | Guzmán el Bueno-San Francisco de Sales           |                 |                                  | |
| 2394   | Ibáñez Ibero                                     |                 | Guzmán el Bueno                  | |
| 1666   | Rubio y Galí-Almansa                             |                 |                                  | |
| 1670   | Rubio y Galí-Jerónima Llorente                   |                 |                                  | |
| 1672   | Rubio y Galí-Pablo Iglesias                      |                 |                                  | |
| 1674   | Metro Francos Rodríguez (Av. Pablo Iglesias, 92) |                 | Francos Rodríguez                | |
| 1577   | Metro Francos Rodríguez                          |                 | Francos Rodríguez                | |
| 1643   | Santo Ángel de la Guarda-General Cadenas         |                 |                                  | |
| 1645   | Santo Ángel de la Guarda-Arciniega               |                 |                                  | |
| 1647   | Martín Alzaga-Altea                              |                 |                                  | |
| 1649   | Martín Alzaga-Artajona                           |                 |                                  | |
| 1653   | Antonio Machado-Sinesio Delgado                  |                 |                                  | |
| 1655   | Antonio Machado-Centro Cultural                  |                 |                                  | |
| 1657   | Metro Antonio Machado                            |                 | Antonio Machado                  | |
| 1516   | César Manrique-La Cabrera                        |                 |                                  | |
| 1514   | César Manrique-Chantada                          |                 |                                  | |
| 1624   | Fermín Caballero-Isla de Tabarca                 |                 |                                  | |
| 1622   | Fermín Caballero-Islas Cíes                      |                 | Avenida de la Ilustración        | |
| 1620   | Fermín Caballero-Isla de Arosa                   |                 |                                  | |
| 1361   | Isla de Arosa                                    |                 |                                  | |
| 1595   | Herrera Oria-Ventisquero de la Condesa           |                 |                                  | |
| 1564   | Ventisquero de la Condesa-Cerro Minguete         |                 |                                  | |
| 51145  | Riscos de Polanco                                |                 |                                  | |
| 5207   | Metro Lacoma                                     |                 | Lacoma                           | |
| 5223   | ARROYO FRESNO (C/ Valle de Pinares)              |                 |                                  | |

### Sentido Plaza de Cibeles
| Código | Parada                                       | Común con       | Conexiones con Metro y Cercanías | Otros |
| ------ | -------------------------------------------- | --------------- | -------------------------------- | --- |
| 5223   | ARROYO FRESNO (C/ Valle de Pinares)          |                 |                                  | |
| 1596   | Herrera Oria-Ventisquero de la Condesa       |                 |                                  | |
| 1358   | Isla de Arosa                                |                 |                                  | |
| 1619   | Fermín Caballero-Isla de Arosa               |                 |                                  | |
| 1621   | Fermín Caballero-Islas Cíes                  |                 | Avenida de la Ilustración        | |
| 1623   | Fermín Caballero-Isla de Tabarca             |                 |                                  | |
| 1513   | César Manrique-Chantada                      |                 |                                  | |
| 1515   | César Manrique-La Cabrera                    |                 |                                  | |
| 1658   | Metro Antonio Machado                        |                 | Antonio Machado                  | |
| 1656   | Antonio Machado-Centro Cultural              |                 |                                  | |
| 1654   | Antonio Machado-Sinesio Delgado              |                 |                                  | |
| 1650   | Martín Alzaga-Artajona                       |                 |                                  | |
| 1648   | Martín Alzaga-Altea                          |                 |                                  | |
| 1646   | Santo Ángel de la Guarda-Arciniega           |                 |                                  | |
| 1644   | Santo Ángel de la Guarda-General Cadenas     |                 |                                  | |
| 1578   | Metro Francos Rodríguez                      |                 | Francos Rodríguez                | |
| 1675   | Metro Francos Rodríguez (Av. Pablo Iglesias) |                 | Francos Rodríguez                | |
| 1673   | Rubio y Galí-Pablo Iglesias                  |                 |                                  | |
| 1671   | Rubio y Galí-Jerónima Llorente               |                 |                                  | |
| 1667   | Rubio y Galí-Almansa                         |                 |                                  | |
| 2395   | Ibáñez Ibero                                 |                 | Guzmán el Bueno                  | |
| 2393   | Guzmán el Bueno-San Francisco de Sales       |                 |                                  | |
| 2389   | Cristo Rey-San Francisco de Sales            |                 | Islas Filipinas                  | |
| 4022   | Junta Municipal Moncloa                      |                 |                                  | |
| 3687   | Moncloa                                      | NC2             | Moncloa                          | NC1 N28 N31 |
| 737    | Altamirano                                   | NC2             |                                  | NC1 |
| 735    | Argüelles                                    | NC2             | Argüelles                        | NC1 |
| 173    | Ventura Rodríguez                            | NC2             | Ventura Rodríguez                | NC1 |
| 741    | Plaza de España                              | NC2             | Plaza de España                  | NC1 |
| 171    | Gran Vía-Plaza de España                     | N16 N18 N19 N20 | Plaza de España                  | |
| 169    | Santo Domingo                                | N16 N18 N19 N20 | Santo Domingo                    | |
| 723    | Gran Vía-Callao                              | N16 N18 N19 N20 | Callao                           | |
| 724    | Gran Vía-Montera                             | N16 N18 N19 N20 | Gran Vía Sol                     | |
| 5138   | Gran Vía-Pedro Zerolo                        | N16 N18 N19 N20 |                                  | |
| 3729   | CIBELES                                      | N20             | Banco de España                  | Líneas N1, N2, N3, N4, N5, N6, N7, N8, N9, N10, N11, N12, N13, N14, N15, N16, N17, N18, N19, N20, N21, N22, N23, N24, N25, N26 y Exprés Aeropuerto (N27) |

## Galería de imágenes

Mapa zonal de la estación de Guzmán el Bueno con las líneas de autobuses que pasan por ella, entre las que se encuentra la línea N21.